# Потєтино (сільське поселення присілок Алекино)
Потєтино (рос. Потетино) — присілок в Таруському районі Калузької області Російської Федерації.
Населення становить 2 особи. Входить до складу муніципального утворення Присілок Алекино.

## Історія
Від 2004 року входить до складу муніципального утворення Присілок Алекино

## Населення
| 2002 | 2010 |
| ---- | ---- |
| 5    | ↘2   |